# Tim Davis
Timothy Tim Davis (Milwaukee, 29 novembre 1943 – 20 settembre 1988) è stato un percussionista e cantautore statunitense, cofondatore del gruppo musicale Steve Miller Band.

## Biografia
Nato a Milwaukee studiò a Janesville in Wisconsin. Partecipò all'incisione dei primi cinque album del gruppo Steve Miller Band, sia come autore che come voce solista e del coro. Lasciò poi il gruppo per collaborare con Ben Sidran e poi per iniziare una carriera da solista. Subito dopo aver lasciato Miller, Davis si unì a David Lindley in un gruppo che si esibiva con Terry Reid, partecipando al Festival dell'Isola di Wight nel 1970.
Davis ottenne un modesto successo, nel 1972, con "Buzzy Brown", scritta dal suo compaesano e cofondatore della Steve Miller Band, James "Curley" Cooke.  Davis continuò a collaborare con Steve Miller, contribuendo alla scrittura di due canzoni, per l'album del 1984 della Steve Miller Band, Italian X-Rays.
Davis morì nel 1988 per effetto di complicanze correlate al diabete.

## Discografia

### Steve Miller Band
- 1968 Children of the Future
- 1968 Sailor
- 1969 Brave New World
- 1969 Your Saving Grace[5]
- 1970 Number 5
- 1972 Anthology[6]
- 1990 The Best of 1968-1973
- 1994 Box Set (3 CD compilation)
- 2003 Young Hearts[7]

### Solista
- 1972 Pipe Dream
- 1974 Take Me As I Am

### Contributi
- 1967 Chuck Berry, Live at Fillmore Auditorium[8]
- 1968 Jefferson Airplane, Crown of Creation
- 1971 Ben Sidran, I Lead A Life
- 1973 Ben Sidran, Puttin' In Time On Planet Earth

### Compilation
- 1994 Texas Music, Vol. 3: Garage Bands & Psychedelia (Rhino)[9]
- 1997 The Monterey International Pop Festival, June 16-17-18, 1967 (Rhino); 4 CD set.[10]